# Lijst van wereldkampioenen wegrace
In de wereldkampioenschap wegrace-seizoenen wordt sinds 1949 jaarlijks gestreden om de wereldtitel in verschillende klassen. De wedstrijden worden georganiseerd door de FIM.
Vanaf 2012 wordt er in het WK in drie klassen gestreden: MotoGP, Moto 2 en Moto 3. Het wereldkampioenschap in de zijspanklasse wordt sinds 1997 buiten het wereldkampioenschap wegraceprogramma om verreden.

## Overzicht klassen
| Oorspronkelijke klasse | Jaren     | Opvolgende klasse | Jaren     |
| ---------------------- | --------- | ----------------- | --------- |
| 50 cc                  | 1962-1983 | 80 cc             | 1984-1989 |
| 125 cc                 | 1949-2011 | Moto 3            | 2012-     |
| 250 cc                 | 1949-2009 | Moto 2            | 2010-     |
| 350 cc                 | 1949-1982 |                   |           |
| 500 cc                 | 1949-2001 | MotoGP            | 2002-     |
| MotoE                  | 2019-     |                   |           |
| Zijspan                | 1949-1996 |                   |           |

## Wereldkampioenen
| Jaar | Naam                 | Land | Merk              |
| ---- | -------------------- | ---- | ----------------- |
| 1962 | Ernst Degner         | FRG  | Suzuki            |
| 1963 | Hugh Anderson        | NZL  | Suzuki            |
| 1964 | Hugh Anderson        | NZL  | Suzuki            |
| 1965 | Ralph Bryans         | GBR  | Honda             |
| 1966 | Hans Georg Anscheidt | GDR  | Suzuki            |
| 1967 | Hans Georg Anscheidt | GDR  | Suzuki            |
| 1968 | Hans Georg Anscheidt | GDR  | Suzuki            |
| 1969 | Ángel Nieto          | ESP  | Derbi             |
| 1970 | Ángel Nieto          | ESP  | Derbi             |
| 1971 | Jan de Vries         | NED  | Van Veen-Kreidler |
| 1972 | Ángel Nieto          | ESP  | Derbi             |
| 1973 | Jan de Vries         | NED  | Van Veen-Kreidler |
| 1974 | Henk van Kessel      | NED  | Van Veen-Kreidler |
| 1975 | Ángel Nieto          | ESP  | Van Veen-Kreidler |
| 1976 | Ángel Nieto          | ESP  | Bultaco           |
| 1977 | Ángel Nieto          | ESP  | Bultaco           |
| 1978 | Ricardo Tormo        | ESP  | Bultaco           |
| 1979 | Eugenio Lazzarini    | ITA  | Van Veen-Kreidler |
| 1980 | Eugenio Lazzarini    | ITA  | Iprem             |
| 1981 | Ricardo Tormo        | ESP  | Bultaco           |
| 1982 | Stefan Dörflinger    | SUI  | Kreidler          |
| 1983 | Stefan Dörflinger    | SUI  | Kreidler          |

| Jaar | Naam              | Land | Merk    |
| ---- | ----------------- | ---- | ------- |
| 1984 | Stefan Dörflinger | SUI  | Zündapp |
| 1985 | Stefan Dörflinger | SUI  | Krauser |
| 1986 | Jorge Martínez    | ESP  | Derbi   |
| 1987 | Jorge Martínez    | ESP  | Derbi   |
| 1988 | Jorge Martínez    | ESP  | Derbi   |
| 1989 | Manuel Herreros   | ESP  | Derbi   |

| Jaar | Naam                | Land | Merk       |
| ---- | ------------------- | ---- | ---------- |
| 1949 | Nello Pagani        | ITA  | Mondial    |
| 1950 | Bruno Ruffo         | ITA  | Mondial    |
| 1951 | Carlo Ubbiali       | ITA  | Mondial    |
| 1952 | Cecil Sandford      | GBR  | MV Agusta  |
| 1953 | Werner Haas         | FRG  | NSU        |
| 1954 | Rupert Hollaus      | AUT  | NSU        |
| 1955 | Carlo Ubbiali       | ITA  | MV Agusta  |
| 1956 | Carlo Ubbiali       | ITA  | MV Agusta  |
| 1957 | Tarquinio Provini   | ITA  | Mondial    |
| 1958 | Carlo Ubbiali       | ITA  | MV Agusta  |
| 1959 | Carlo Ubbiali       | ITA  | MV Agusta  |
| 1960 | Carlo Ubbiali       | ITA  | MV Agusta  |
| 1961 | Tom Phillis         | AUS  | Honda      |
| 1962 | Luigi Taveri        | SUI  | Honda      |
| 1963 | Hugh Anderson       | NZL  | Suzuki     |
| 1964 | Luigi Taveri        | SUI  | Honda      |
| 1965 | Hugh Anderson       | NZL  | Suzuki     |
| 1966 | Luigi Taveri        | SUI  | Honda      |
| 1967 | Bill Ivy            | GBR  | Yamaha     |
| 1968 | Phil Read           | GBR  | Yamaha     |
| 1969 | Dave Simmonds       | GBR  | Kawasaki   |
| 1970 | Dieter Braun        | FRG  | Suzuki     |
| 1971 | Ángel Nieto         | ESP  | Derbi      |
| 1972 | Ángel Nieto         | ESP  | Derbi      |
| 1973 | Kent Andersson      | SWE  | Yamaha     |
| 1974 | Kent Andersson      | SWE  | Yamaha     |
| 1975 | Paolo Pileri        | ITA  | Morbidelli |
| 1976 | Pier Paolo Bianchi  | ITA  | Morbidelli |
| 1977 | Pier Paolo Bianchi  | ITA  | Morbidelli |
| 1978 | Eugenio Lazzarini   | ITA  | MBA        |
| 1979 | Ángel Nieto         | ESP  | Minarelli  |
| 1980 | Pier Paolo Bianchi  | ITA  | MBA        |
| 1981 | Ángel Nieto         | ESP  | Minarelli  |
| 1982 | Ángel Nieto         | ESP  | Garelli    |
| 1983 | Ángel Nieto         | ESP  | Garelli    |
| 1984 | Ángel Nieto         | ESP  | Garelli    |
| 1985 | Fausto Gresini      | ITA  | Garelli    |
| 1986 | Luca Cadalora       | ITA  | Garelli    |
| 1987 | Fausto Gresini      | ITA  | Garelli    |
| 1988 | Jorge Martínez      | ESP  | Derbi      |
| 1989 | Àlex Crivillé       | ESP  | Cobas      |
| 1990 | Loris Capirossi     | ITA  | Honda      |
| 1991 | Loris Capirossi     | ITA  | Honda      |
| 1992 | Alessandro Gramigni | ITA  | Aprilia    |
| 1993 | Dirk Raudies        | GER  | Honda      |
| 1994 | Kazuto Sakata       | JPN  | Aprilia    |
| 1995 | Haruchika Aoki      | JPN  | Honda      |
| 1996 | Haruchika Aoki      | JPN  | Honda      |
| 1997 | Valentino Rossi     | ITA  | Aprilia    |
| 1998 | Kazuto Sakata       | JPN  | Aprilia    |
| 1999 | Emilio Alzamora     | ITA  | Honda      |
| 2000 | Roberto Locatelli   | ITA  | Aprilia    |
| 2001 | Manuel Poggiali     | SMR  | Gilera     |
| 2002 | Arnaud Vincent      | FRA  | Aprilia    |
| 2003 | Dani Pedrosa        | ESP  | Honda      |
| 2004 | Andrea Dovizioso    | ITA  | Honda      |
| 2005 | Thomas Lüthi        | SUI  | Honda      |
| 2006 | Álvaro Bautista     | ESP  | Aprilia    |
| 2007 | Gábor Talmácsi      | HUN  | Aprilia    |
| 2008 | Mike di Meglio      | FRA  | Derbi      |
| 2009 | Julián Simón        | ESP  | Aprilia    |
| 2010 | Marc Márquez        | ESP  | Derbi      |
| 2011 | Nicolás Terol       | ESP  | Aprilia    |

| Jaar | Naam                | Land | Merk   |
| ---- | ------------------- | ---- | ------ |
| 2012 | Sandro Cortese      | GER  | KTM    |
| 2013 | Maverick Viñales    | ESP  | KTM    |
| 2014 | Álex Márquez        | ESP  | Honda  |
| 2015 | Danny Kent          | GBR  | Honda  |
| 2016 | Brad Binder         | RSA  | KTM    |
| 2017 | Joan Mir            | ESP  | Honda  |
| 2018 | Jorge Martín        | ESP  | Honda  |
| 2019 | Lorenzo Dalla Porta | ITA  | Honda  |
| 2020 | Albert Arenas       | ESP  | KTM    |
| 2021 | Pedro Acosta        | ESP  | KTM    |
| 2022 | Izan Guevara        | ESP  | GasGas |
| 2023 | Jaume Masiá         | ESP  | Honda  |
| 2024 | David Alonso        | COL  | CFMoto |

| Jaar | Naam                 | Land | Merk            |
| ---- | -------------------- | ---- | --------------- |
| 1949 | Bruno Ruffo          | ITA  | Moto Guzzi      |
| 1950 | Dario Ambrosini      | ITA  | Benelli         |
| 1951 | Bruno Ruffo          | ITA  | Moto Guzzi      |
| 1952 | Enrico Lorenzetti    | ITA  | Moto Guzzi      |
| 1953 | Werner Haas          | FRG  | NSU             |
| 1954 | Werner Haas          | FRG  | NSU             |
| 1955 | Hermann Paul Müller  | FRG  | NSU             |
| 1956 | Carlo Ubbiali        | ITA  | MV Agusta       |
| 1957 | Cecil Sandford       | GBR  | Mondial         |
| 1958 | Tarquinio Provini    | ITA  | MV Agusta       |
| 1959 | Carlo Ubbiali        | ITA  | MV Agusta       |
| 1960 | Carlo Ubbiali        | ITA  | MV Agusta       |
| 1961 | Mike Hailwood        | GBR  | Honda           |
| 1962 | Jim Redman           | RHO  | Honda           |
| 1963 | Jim Redman           | RHO  | Honda           |
| 1964 | Phil Read            | GBR  | Yamaha          |
| 1965 | Phil Read            | GBR  | Yamaha          |
| 1966 | Mike Hailwood        | GBR  | Honda           |
| 1967 | Mike Hailwood        | GBR  | Honda           |
| 1968 | Phil Read            | GBR  | Yamaha          |
| 1969 | Kel Carruthers       | AUS  | Benelli         |
| 1970 | Rodney Gould         | GBR  | Yamaha          |
| 1971 | Phil Read            | GBR  | Yamaha          |
| 1972 | Jarno Saarinen       | FIN  | Yamaha          |
| 1973 | Dieter Braun         | FRG  | Yamaha          |
| 1974 | Walter Villa         | ITA  | Harley-Davidson |
| 1975 | Walter Villa         | ITA  | Harley-Davidson |
| 1976 | Walter Villa         | ITA  | Harley-Davidson |
| 1977 | Mario Lega           | ITA  | Morbidelli      |
| 1978 | Kork Ballington      | RSA  | Kawasaki        |
| 1979 | Kork Ballington      | RSA  | Kawasaki        |
| 1980 | Toni Mang            | FRG  | Kawasaki        |
| 1981 | Toni Mang            | FRG  | Kawasaki        |
| 1982 | Jean-Louis Tournadre | FRA  | Yamaha          |
| 1983 | Carlos Lavado        | VEN  | Yamaha          |
| 1984 | Christian Sarron     | FRA  | Yamaha          |
| 1985 | Freddie Spencer      | USA  | Honda           |
| 1986 | Carlos Lavado        | VEN  | Yamaha          |
| 1987 | Toni Mang            | FRG  | Honda           |
| 1988 | Sito Pons            | ESP  | Honda           |
| 1989 | Sito Pons            | ESP  | Honda           |
| 1990 | John Kocinski        | USA  | Yamaha          |
| 1991 | Luca Cadalora        | ITA  | Honda           |
| 1992 | Luca Cadalora        | ITA  | Honda           |
| 1993 | Tetsuya Harada       | JPN  | Yamaha          |
| 1994 | Max Biaggi           | ITA  | Aprilia         |
| 1995 | Max Biaggi           | ITA  | Aprilia         |
| 1996 | Max Biaggi           | ITA  | Aprilia         |
| 1997 | Max Biaggi           | ITA  | Honda           |
| 1998 | Loris Capirossi      | ITA  | Aprilia         |
| 1999 | Valentino Rossi      | ITA  | Aprilia         |
| 2000 | Olivier Jacque       | FRA  | Yamaha          |
| 2001 | Daijiro Kato         | JPN  | Honda           |
| 2002 | Marco Melandri       | ITA  | Aprilia         |
| 2003 | Manuel Poggiali      | SMR  | Aprilia         |
| 2004 | Dani Pedrosa         | ESP  | Honda           |
| 2005 | Dani Pedrosa         | ESP  | Honda           |
| 2006 | Jorge Lorenzo        | ESP  | Aprilia         |
| 2007 | Jorge Lorenzo        | ESP  | Aprilia         |
| 2008 | Marco Simoncelli     | ITA  | Gilera          |
| 2009 | Hiroshi Aoyama       | JPN  | Honda           |

| Jaar | Naam              | Land | Merk       |
| ---- | ----------------- | ---- | ---------- |
| 2010 | Toni Elías        | ESP  | Honda      |
| 2011 | Stefan Bradl      | GER  | Kalex      |
| 2012 | Marc Márquez      | ESP  | Suter      |
| 2013 | Pol Espargaró     | ESP  | Kalex      |
| 2014 | Esteve Rabat      | ESP  | Kalex      |
| 2015 | Johann Zarco      | FRA  | Kalex      |
| 2016 | Johann Zarco      | FRA  | Kalex      |
| 2017 | Franco Morbidelli | ITA  | Kalex      |
| 2018 | Francesco Bagnaia | ITA  | Kalex      |
| 2019 | Álex Márquez      | ESP  | Kalex      |
| 2020 | Enea Bastianini   | ITA  | Kalex      |
| 2021 | Remy Gardner      | AUS  | Kalex      |
| 2022 | Augusto Fernández | ESP  | Kalex      |
| 2023 | Pedro Acosta      | ESP  | Kalex      |
| 2024 | Ai Ogura          | JPN  | Boscoscuro |

### 350 cc
| Jaar | Naam              | Land | Merk            |
| ---- | ----------------- | ---- | --------------- |
| 1949 | Freddie Frith     | GBR  | Velocette       |
| 1950 | Bob Foster        | GBR  | Velocette       |
| 1951 | Geoff Duke        | GBR  | Norton          |
| 1952 | Geoff Duke        | GBR  | Norton          |
| 1953 | Fergus Anderson   | GBR  | Moto Guzzi      |
| 1954 | Fergus Anderson   | GBR  | Moto Guzzi      |
| 1955 | Bill Lomas        | GBR  | Moto Guzzi      |
| 1956 | Bill Lomas        | GBR  | Moto Guzzi      |
| 1957 | Keith Campbell    | AUS  | Moto Guzzi      |
| 1958 | John Surtees      | GBR  | MV Agusta       |
| 1959 | John Surtees      | GBR  | MV Agusta       |
| 1960 | John Surtees      | GBR  | MV Agusta       |
| 1961 | Gary Hocking      | RHO  | MV Agusta       |
| 1962 | Jim Redman        | RHO  | Honda           |
| 1963 | Jim Redman        | RHO  | Honda           |
| 1964 | Jim Redman        | RHO  | Honda           |
| 1965 | Jim Redman        | RHO  | Honda           |
| 1966 | Mike Hailwood     | GBR  | Honda           |
| 1967 | Mike Hailwood     | GBR  | Honda           |
| 1968 | Giacomo Agostini  | ITA  | MV Agusta       |
| 1969 | Giacomo Agostini  | ITA  | MV Agusta       |
| 1970 | Giacomo Agostini  | ITA  | MV Agusta       |
| 1971 | Giacomo Agostini  | ITA  | MV Agusta       |
| 1972 | Giacomo Agostini  | ITA  | MV Agusta       |
| 1973 | Giacomo Agostini  | ITA  | MV Agusta       |
| 1974 | Giacomo Agostini  | ITA  | Yamaha          |
| 1975 | Johnny Cecotto    | VEN  | Yamaha          |
| 1976 | Walter Villa      | ITA  | Harley-Davidson |
| 1977 | Takazumi Katayama | JPN  | Yamaha          |
| 1978 | Kork Ballington   | RSA  | Kawasaki        |
| 1979 | Kork Ballington   | RSA  | Kawasaki        |
| 1980 | Jon Ekerold       | RSA  | Bimota          |
| 1981 | Toni Mang         | FRG  | Kawasaki        |
| 1982 | Toni Mang         | FRG  | Kawasaki        |

| Jaar | Naam              | Land | Merk      |
| ---- | ----------------- | ---- | --------- |
| 1949 | Leslie Graham     | GBR  | AJS       |
| 1950 | Umberto Masetti   | ITA  | Gilera    |
| 1951 | Geoff Duke        | GBR  | Norton    |
| 1952 | Umberto Masetti   | ITA  | Gilera    |
| 1953 | Geoff Duke        | GBR  | Gilera    |
| 1954 | Geoff Duke        | GBR  | Gilera    |
| 1955 | Geoff Duke        | GBR  | Gilera    |
| 1956 | John Surtees      | GBR  | MV Agusta |
| 1957 | Libero Liberati   | ITA  | Gilera    |
| 1958 | John Surtees      | GBR  | MV Agusta |
| 1959 | John Surtees      | GBR  | MV Agusta |
| 1960 | John Surtees      | GBR  | MV Agusta |
| 1961 | Gary Hocking      | RHO  | MV Agusta |
| 1962 | Mike Hailwood     | GBR  | MV Agusta |
| 1963 | Mike Hailwood     | GBR  | MV Agusta |
| 1964 | Mike Hailwood     | GBR  | MV Agusta |
| 1965 | Mike Hailwood     | GBR  | MV Agusta |
| 1966 | Giacomo Agostini  | ITA  | MV Agusta |
| 1967 | Giacomo Agostini  | ITA  | MV Agusta |
| 1968 | Giacomo Agostini  | ITA  | MV Agusta |
| 1969 | Giacomo Agostini  | ITA  | MV Agusta |
| 1970 | Giacomo Agostini  | ITA  | MV Agusta |
| 1971 | Giacomo Agostini  | ITA  | MV Agusta |
| 1972 | Giacomo Agostini  | ITA  | MV Agusta |
| 1973 | Phil Read         | GBR  | MV Agusta |
| 1974 | Phil Read         | GBR  | MV Agusta |
| 1975 | Giacomo Agostini  | ITA  | Yamaha    |
| 1976 | Barry Sheene      | GBR  | Suzuki    |
| 1977 | Barry Sheene      | GBR  | Suzuki    |
| 1978 | Kenny Roberts sr. | USA  | Yamaha    |
| 1979 | Kenny Roberts sr. | USA  | Yamaha    |
| 1980 | Kenny Roberts sr. | USA  | Yamaha    |
| 1981 | Marco Lucchinelli | ITA  | Suzuki    |
| 1982 | Franco Uncini     | ITA  | Suzuki    |
| 1983 | Freddie Spencer   | USA  | Honda     |
| 1984 | Eddie Lawson      | USA  | Yamaha    |
| 1985 | Freddie Spencer   | USA  | Honda     |
| 1986 | Eddie Lawson      | USA  | Yamaha    |
| 1987 | Wayne Gardner     | AUS  | Honda     |
| 1988 | Eddie Lawson      | USA  | Yamaha    |
| 1989 | Eddie Lawson      | USA  | Honda     |
| 1990 | Wayne Rainey      | USA  | Yamaha    |
| 1991 | Wayne Rainey      | USA  | Yamaha    |
| 1992 | Wayne Rainey      | USA  | Yamaha    |
| 1993 | Kevin Schwantz    | USA  | Suzuki    |
| 1994 | Mick Doohan       | AUS  | Honda     |
| 1995 | Mick Doohan       | AUS  | Honda     |
| 1996 | Mick Doohan       | AUS  | Honda     |
| 1997 | Mick Doohan       | AUS  | Honda     |
| 1998 | Mick Doohan       | AUS  | Honda     |
| 1999 | Àlex Crivillé     | ESP  | Honda     |
| 2000 | Kenny Roberts jr. | USA  | Suzuki    |
| 2001 | Valentino Rossi   | ITA  | Honda     |

| Jaar | Naam              | Land | Merk   |
| ---- | ----------------- | ---- | ------ |
| 2002 | Valentino Rossi   | ITA  | Honda  |
| 2003 | Valentino Rossi   | ITA  | Honda  |
| 2004 | Valentino Rossi   | ITA  | Yamaha |
| 2005 | Valentino Rossi   | ITA  | Yamaha |
| 2006 | Nicky Hayden      | USA  | Honda  |
| 2007 | Casey Stoner      | AUS  | Ducati |
| 2008 | Valentino Rossi   | ITA  | Yamaha |
| 2009 | Valentino Rossi   | ITA  | Yamaha |
| 2010 | Jorge Lorenzo     | ESP  | Yamaha |
| 2011 | Casey Stoner      | AUS  | Honda  |
| 2012 | Jorge Lorenzo     | ESP  | Yamaha |
| 2013 | Marc Márquez      | ESP  | Honda  |
| 2014 | Marc Márquez      | ESP  | Honda  |
| 2015 | Jorge Lorenzo     | ESP  | Yamaha |
| 2016 | Marc Márquez      | ESP  | Honda  |
| 2017 | Marc Márquez      | ESP  | Honda  |
| 2018 | Marc Márquez      | ESP  | Honda  |
| 2019 | Marc Márquez      | ESP  | Honda  |
| 2020 | Joan Mir          | ESP  | Suzuki |
| 2021 | Fabio Quartararo  | FRA  | Yamaha |
| 2022 | Francesco Bagnaia | ITA  | Ducati |
| 2023 | Francesco Bagnaia | ITA  | Ducati |
| 2024 | Jorge Martín      | ESP  | Ducati |

### MotoE
| Jaar | Naam               | Land | Merk     |
| ---- | ------------------ | ---- | -------- |
| 2019 | Matteo Ferrari     | ITA  | Energica |
| 2020 | Jordi Torres       | ESP  | Energica |
| 2021 | Jordi Torres       | ESP  | Energica |
| 2022 | Dominique Aegerter | CHE  | Energica |
| 2023 | Mattia Casadei     | ITA  | Ducati   |
| 2024 | Héctor Garzó       | ESP  | Ducati   |

### Zijspan
| GP races        | GP races                                      | GP races                                      | GP races                                      | GP races                                      | GP races                                      | GP races                         |
| Jaar            | Rijder                                        | Land                                          | Bakkenist                                     | Land                                          | Merk                                          |                                  |
| --------------- | --------------------------------------------- | --------------------------------------------- | --------------------------------------------- | --------------------------------------------- | --------------------------------------------- | -------------------------------- |
| 1949            | Eric Oliver                                   | GBR                                           | Denis Jenkinson                               | GBR                                           | Norton-Watsonian                              |                                  |
| 1950            | Eric Oliver                                   | GBR                                           | Lorenzo Dobelli                               | ITA                                           | Norton-Watsonian                              |                                  |
| 1951            | Eric Oliver                                   | GBR                                           | Lorenzo Dobelli                               | ITA                                           | Norton-Watsonian                              |                                  |
| 1952            | Cyril Smith                                   | GBR                                           | Bob Clements                                  | GBR                                           | Norton-Watsonian                              |                                  |
| 1953            | Eric Oliver                                   | GBR                                           | Stanley Dibben                                | GBR                                           | Norton-Watsonian                              |                                  |
| 1954            | Wilhelm Noll                                  | FRG                                           | Fritz Cron                                    | FRG                                           | BMW                                           |                                  |
| 1955            | Willi Faust                                   | FRG                                           | Karl Remmert                                  | FRG                                           | BMW                                           |                                  |
| 1956            | Wilhelm Noll                                  | FRG                                           | Fritz Cron                                    | FRG                                           | BMW                                           |                                  |
| 1957            | Fritz Hillebrand                              | FRG                                           | Manfred Grunwald                              | FRG                                           | BMW                                           |                                  |
| 1958            | Walter Schneider                              | FRG                                           | Hans Strauß                                   | FRG                                           | BMW                                           |                                  |
| 1959            | Walter Schneider                              | FRG                                           | Hans Strauß                                   | FRG                                           | BMW                                           |                                  |
| 1960            | Helmut Fath                                   | FRG                                           | Alfred Wohlgemuth                             | FRG                                           | BMW                                           |                                  |
| 1961            | Max Deubel                                    | FRG                                           | Emil Hörner                                   | FRG                                           | BMW                                           |                                  |
| 1962            | Max Deubel                                    | FRG                                           | Emil Hörner                                   | FRG                                           | BMW                                           |                                  |
| 1963            | Max Deubel                                    | FRG                                           | Emil Hörner                                   | FRG                                           | BMW                                           |                                  |
| 1964            | Max Deubel                                    | FRG                                           | Emil Hörner                                   | FRG                                           | BMW                                           |                                  |
| 1965            | Fritz Scheidegger                             | SUI                                           | John Robinson                                 | GBR                                           | BMW                                           |                                  |
| 1966            | Fritz Scheidegger                             | SUI                                           | John Robinson                                 | GBR                                           | BMW                                           |                                  |
| 1967            | Klaus Enders                                  | FRG                                           | Ralf Engelhardt                               | FRG                                           | BMW                                           |                                  |
| 1968            | Helmut Fath                                   | FRG                                           | Wolfgang Kalauch                              | FRG                                           | URS                                           |                                  |
| 1969            | Klaus Enders                                  | FRG                                           | Ralf Engelhardt                               | FRG                                           | BMW                                           |                                  |
| 1970            | Klaus Enders                                  | FRG                                           | Wolfgang Kalauch Ralf Engelhardt              | FRG                                           | BMW                                           |                                  |
| 1971            | Horst Owesle                                  | FRG                                           | Peter Rutherford Julius Kremer John Blanchard | GBR FRG GBR                                   | Münch-URS                                     |                                  |
| 1972            | Klaus Enders                                  | FRG                                           | Ralf Engelhardt                               | FRG                                           | BMW                                           |                                  |
| 1973            | Klaus Enders                                  | FRG                                           | Ralf Engelhardt                               | FRG                                           | BMW                                           |                                  |
| 1974            | Klaus Enders                                  | FRG                                           | Ralf Engelhardt                               | FRG                                           | BMW                                           |                                  |
| 1975            | Rolf Steinhausen                              | FRG                                           | Josef Huber                                   | FRG                                           | Busch-König                                   |                                  |
| 1976            | Rolf Steinhausen                              | FRG                                           | Josef Huber                                   | FRG                                           | Busch-König                                   |                                  |
| 1977            | George O'Dell                                 | GBR                                           | Kenny Arthur Cliff Holland                    | GBR                                           | Windle-Yamaha / Seymaz-Yamaha                 |                                  |
| 1978            | Rolf Biland                                   | SUI                                           | Kenny Williams                                | SUI                                           | TTM-Yamaha/BEO-Yamaha                         |                                  |
| 1979 (B2A)      | Rolf Biland                                   | SUI                                           | Kurt Waltisperg                               | SUI                                           | Schmid-Yamaha                                 |                                  |
| 1979 (B2B)      | Bruno Holzer                                  | SUI                                           | Karl Meierhans                                | SUI                                           | LCR-Yamaha                                    |                                  |
| 1980            | Jock Taylor                                   | GBR                                           | Benga Johansson                               | SWE                                           | Windle-Yamaha                                 |                                  |
| 1981            | Rolf Biland                                   | SUI                                           | Kurt Waltisperg                               | SUI                                           | LCR-Yamaha                                    |                                  |
| 1982            | Werner Schwärzel                              | FRG                                           | Andreas Huber                                 | FRG                                           | Krauser-Seymaz-Yamaha                         |                                  |
| 1983            | Rolf Biland                                   | SUI                                           | Kurt Waltisperg                               | SUI                                           | Yamaha                                        |                                  |
| 1984            | Egbert Streuer                                | NED                                           | Bernard Schnieders                            | NED                                           | Yamaha                                        |                                  |
| 1985            | Egbert Streuer                                | NED                                           | Bernard Schnieders                            | NED                                           | Yamaha                                        |                                  |
| 1986            | Egbert Streuer                                | NED                                           | Bernard Schnieders                            | NED                                           | Yamaha                                        |                                  |
| 1987            | Steve Webster                                 | GBR                                           | Tony Hewitt                                   | GBR                                           | Yamaha                                        |                                  |
| 1988            | Steve Webster                                 | GBR                                           | Tony Hewitt                                   | GBR                                           | Yamaha                                        |                                  |
| 1989            | Steve Webster                                 | GBR                                           | Tony Hewitt                                   | GBR                                           | Yamaha                                        |                                  |
| 1990            | Alain Michel                                  | FRA                                           | Simon Birchal                                 | GBR                                           | Krauser                                       |                                  |
| 1991            | Steve Webster                                 | GBR                                           | Gavin Simmons                                 | GBR                                           | Krauser                                       |                                  |
| 1992            | Rolf Biland                                   | SUI                                           | Kurt Waltisperg                               | SUI                                           | Krauser                                       |                                  |
| 1993            | Rolf Biland                                   | SUI                                           | Kurt Waltisperg                               | SUI                                           | Krauser                                       |                                  |
| 1994            | Rolf Biland                                   | SUI                                           | Kurt Waltisperg                               | SUI                                           | Krauser / Swissauto                           |                                  |
| 1995            | Darren Dixon                                  | GBR                                           | Andy Hetherington                             | GBR                                           | ADM R4                                        |                                  |
| 1996            | Darren Dixon                                  | GBR                                           | Andy Hetherington                             | GBR                                           | ADM R4                                        |                                  |
| non-GP races    |                                               |                                               |                                               |                                               |                                               |                                  |
| 1997            | Steve Webster                                 | GBR                                           | David James                                   | GBR                                           | LCR ADM R4                                    |                                  |
| 1998            | Steve Webster                                 | GBR                                           | David James                                   | GBR                                           | LCR Honda                                     |                                  |
| 1999            | Steve Webster                                 | GBR                                           | David James                                   | GBR                                           | Suzuki                                        |                                  |
| 2000            | Steve Webster                                 | GBR                                           | Paul Woodhead                                 | GBR                                           | Suzuki                                        |                                  |
| 2001            | Klaus Klaffenböck                             | AUT                                           | Christian Parzer                              | AUT                                           | Honda                                         |                                  |
| 2002            | Steve Abbott                                  | GBR                                           | James Biggs                                   | GBR                                           | Yamaha                                        |                                  |
| 2003            | Steve Webster                                 | GBR                                           | Paul Woodhead                                 | GBR                                           | Suzuki                                        |                                  |
| 2004            | Steve Webster                                 | GBR                                           | Paul Woodhead                                 | GBR                                           | Suzuki                                        |                                  |
| 2005            | Tim Reeves                                    | GBR                                           | Tristan Reeves                                | GBR                                           | Suzuki                                        |                                  |
| 2006            | Tim Reeves                                    | GBR                                           | Tristan Reeves                                | GBR                                           | Suzuki                                        |                                  |
| 2007            | Tim Reeves                                    | GBR                                           | Patrick Farrance                              | GBR                                           | Suzuki                                        |                                  |
| 2008            | Pekka Päivärinta                              | FIN                                           | Timo Karttiala                                | FIN                                           | Suzuki                                        |                                  |
| 2009            | Ben Birchall                                  | GBR                                           | Tom Birchall                                  | GBR                                           | Suzuki                                        |                                  |
| 2010            | Pekka Päivärinta                              | FIN                                           | Adolf Hänni                                   | SUI                                           | Suzuki                                        |                                  |
| 2011            | Pekka Päivärinta                              | FIN                                           | Adolf Hänni                                   | SUI                                           | Suzuki                                        |                                  |
| 2012            | Tim Reeves                                    | GBR                                           | Ashley Hawes                                  | GBR                                           | Suzuki                                        |                                  |
| 2013            | Pekka Päivärinta                              | FIN                                           | Adolf Hänni                                   | SUI                                           | Suzuki                                        |                                  |
| 2014            | Tim Reeves                                    | GBR                                           | Gregory Cluze                                 | FRA                                           | LCR-Kawasaki ZX-10R                           |                                  |
| 2014            | Tim Reeves                                    | GBR                                           | Gregory Cluze                                 | FRA                                           | DMR-Honda CBR600                              | 600cc-klasse (‘F2 World Trophy’) |
| 2015            | Bennie Streuer                                | NED                                           | Geert Koerts                                  | NED                                           | LCR-Suzuki GSX-R1000                          |                                  |
| 2015            | Tim Reeves                                    | GBR                                           | Patrick Farrance                              | GBR                                           | DMR-Honda CBR600                              | 600cc-klasse (‘F2 World Trophy’) |
| 2016            | Pekka Päivärinta                              | FIN                                           | Kirsi Kainulainen                             | FIN                                           | LCR-BMW S 1000RR                              |                                  |
| 2016            | Ben Birchall                                  | GBR                                           | Tom Birchall                                  | GBR                                           | LCR-Honda CBR600                              | 600cc-klasse (‘F2 World Trophy’) |
| 600 cc 4-stroke |                                               |                                               |                                               |                                               |                                               |                                  |
| 2017            | Ben Birchall                                  | GBR                                           | Tom Birchall                                  | GBR                                           | LCR-Yamaha YZF-R6                             |                                  |
| 2018            | Ben Birchall                                  | GBR                                           | Tom Birchall                                  | GBR                                           | LCR-Yamaha YZF-R6                             |                                  |
| 2019            | Tim Reeves                                    | GBR                                           | Mark Wilkes                                   | GBR                                           | Adolf RS-Yamaha YZF-R6                        |                                  |
| 2020            | Seizoen geannuleerd vanwege de Coronapandemie | Seizoen geannuleerd vanwege de Coronapandemie | Seizoen geannuleerd vanwege de Coronapandemie | Seizoen geannuleerd vanwege de Coronapandemie | Seizoen geannuleerd vanwege de Coronapandemie |                                  |
| 2021            | Markus Schlosser                              | SUI                                           | Marcel Fries                                  | SUI                                           | LCR-Yamaha YZF-R6                             |                                  |
| 2022            | Todd Ellis                                    | GBR                                           | Emmanuelle Clément                            | FRA                                           | LCR-Yamaha                                    | [ 3 ]                            |
| 2023            | Todd Ellis                                    | GBR                                           | Emmanuelle Clément                            | FRA                                           | LCR-Yamaha                                    | [ 4 ]                            |

## Titels per merk en land
Bijgewerkt tot en met 31 december 2011.
| Motormerk       | 50 80 | 125 | 250 M2 | 350 | 500 MGP | Zijspan * | Totaal |
| --------------- | ----- | --- | ------ | --- | ------- | --------- | ------ |
| Honda           | 1     | 13  | 16     | 6   | 15      | 1         | 52     |
| Yamaha          |       | 4   | 14     | 3   | 15      | 13        | 49     |
| MV Agusta       |       | 6   | 4      | 10  | 18      |           | 38     |
| Suzuki          | 6     | 3   |        |     | 6       | 11        | 26     |
| Aprilia         |       | 10  | 9      |     |         |           | 19     |
| BMW             |       |     |        |     |         | 19        | 19     |
| Derbi           | 7     | 4   |        |     |         |           | 11     |
| Kawasaki        |       | 1   | 4      | 4   |         |           | 9      |
| Gilera          |       | 1   | 1      |     | 6       |           | 8      |
| Moto Guzzi      |       |     | 3      | 5   |         |           | 8      |
| Norton          |       |     |        | 2   | 1       | 5         | 8      |
| Kreidler        | 7     |     |        |     |         |           | 7      |
| Garelli         |       | 6   |        |     |         |           | 6      |
| Krauser         | 1     |     |        |     |         | 5         | 6      |
| Mondial         |       | 4   | 1      |     |         |           | 5      |
| NSU             |       | 2   | 3      |     |         |           | 5      |
| Harley-Davidson |       |     | 3      | 1   |         |           | 4      |
| LCR *           |       |     |        |     |         | 4         | 4      |
| Morbidelli      |       | 3   | 1      |     |         |           | 4      |
| Bultaco         | 3     |     |        |     |         |           | 3      |
| ADM R4          |       |     |        |     |         | 2         | 2      |
| Benelli         |       |     | 2      |     |         |           | 2      |
| Busch-König     |       |     |        |     |         | 2         | 2      |
| MBA             |       | 2   |        |     |         |           | 2      |
| Minarelli       |       | 2   |        |     |         |           | 2      |
| URS             |       |     |        |     |         | 2         | 2      |
| Velocette       |       |     |        | 2   |         |           | 2      |
| Ducati          |       |     |        |     | 3       |           | 3      |
| Bimota          |       |     |        | 1   |         |           | 1      |
| Cobas           |       | 1   |        |     |         |           | 1      |
| AJS             |       |     |        |     | 1       |           | 1      |
| Iprem           | 1     |     |        |     |         |           | 1      |
| Kalex           |       |     | 1      |     |         |           | 1      |
| Moriwaki        |       |     | 1      |     |         |           | 1      |
| Zündapp         | 1     |     |        |     |         |           | 1      |

| Land             | 50 80 | 125 | 250 M2 | 350 | 500 MGP | Zijspan * | Totaal |
| ---------------- | ----- | --- | ------ | --- | ------- | --------- | ------ |
| Italië           | 2     | 24  | 22     | 8   | 20      |           | 76     |
| Groot-Brittannië | 1     | 4   | 9      | 13  | 17      | 24        | 68     |
| Spanje           | 12    | 14  | 7      |     | 6       |           | 39     |
| West-Duitsland   | 1     | 2   | 7      | 2   |         | 22        | 34     |
| Zwitserland      | 4     | 4   |        |     |         | 10        | 18     |
| Verenigde Staten |       |     | 2      |     | 15      |           | 17     |
| Australië        |       | 1   | 1      | 1   | 8       |           | 11     |
| Japan            |       | 4   | 3      | 1   |         |           | 8      |
| Rhodesië         |       |     | 2      | 5   | 1       |           | 8      |
| Frankrijk        |       | 2   | 3      |     |         | 1         | 6      |
| Nederland        | 3     |     |        |     |         | 3         | 6      |
| Zuid-Afrika      |       |     | 2      | 3   |         |           | 5      |
| Finland          |       |     | 1      |     |         | 3         | 4      |
| Nieuw-Zeeland    | 2     | 2   |        |     |         |           | 4      |
| Oost-Duitsland   | 3     |     |        |     |         |           | 3      |
| Venezuela        |       |     | 2      | 1   |         |           | 3      |
| Duitsland        |       | 1   | 1      |     |         |           | 2      |
| Oostenrijk       |       | 1   |        |     |         | 1         | 2      |
| San Marino       |       | 1   | 1      |     |         |           | 2      |
| Zweden           |       | 2   |        |     |         |           | 2      |
| Hongarije        |       | 1   |        |     |         |           | 1      |